# هریس (آرکانزاس)
هریس (به انگلیسی: Harris) یک منطقهٔ مسکونی در ایالات متحده آمریکا است که در شهرستان واشینگتن، آرکانزاس واقع شده‌است. هریس ۳۶۴٫۸۵ متر بالاتر از سطح دریا واقع شده‌است.